# 4547 Massachusetts
4547 Massachusetts este un asteroid din centura principală, descoperit pe 16 mai 1990 de Kazuo Watanabe și Kin Endate.